# No. 5, 1948
No. 5, 1948 er et maleri ved den amerikanske kunstner Jackson Pollock. Stilarten er abstrakt ekspressionisme, udfærdiget på en fiberplade (2,4 m x 1,2 m) i oliefarverne grå, brun, hvid og gul - af anmeldere kaldt værre end en "fuglerede". Alligevel indbragte maleriet 140 millioner dollars i 2006, indkøbt af en privatsamler. Hidtil dyreste pris for et maleri i verden indtil 2011.

## Virkningshistorie
Maleriet blev på et tidspunkt udsat for en skade efter udstilling på Betty Parsons Gallery i 1949, i forbindelse med dets første salg til 1.500 dollars. Flyttemændene fra Home Sweet Home kom med maleriet i den ene hånd og maling fra en bar plet midt i billedet i en anden hånd. Pollock malede henover pletten med ordene - "det finder han aldrig ud af" (køberen Alfonso A. Ossorio). Det gjorde han dog, så Pollock tilbød at reparere maleriet, hvorefter han malede hele maleriet over - med ordene "det finder han aldrig ud af, ingen ved alligevel hvordan de skal se på mine malerier".
Om Pollocks stil
Ved en anden lejlighed i Pollocks atelier, hvor en gæst kom til at træde på et af Pollocks malerier, der lå på gulvet, som gjorde gæsten meget bekymret, beroligede Pollock gæsten med ordene - 'det skal du ikke tænke på, jeg anser ikke mine malerier for værdifulde'. 'Skaden' kom til at indgå i værket. Også når Pollock tilfældigvis kom til at spilde øl-pletter på et maleri. Han benægtede skader eller ulykker undervejs i malerprocessen.
I maleriet Full Fathom Five (1947) i samme stilart, indgår cigaretskodder, søm, negle, knapper, polletter, tændstikker osv.
Pollock anvendte aldrig pensler, malingen skulle dryppes på i kombination med brug af knive, penne, glaskår og hvad han ellers havde for hånden. Dryppeteknikken og at kaste maling på, gav ham mulighed for længere farvelinjer. Pollock yndede også at male på glas.
I filmen Ex Machina (2015) sammenlignes No. 5, 1948 med flydende og selvstændig intelligens hos filmens kunstige robot-hovedperson (Ava), og hvor det hævdes, at Pollock aldrig ville have kunnet male No. 5, hvis han på forhånd havde vidst hvad han ville med maleriet.

## Eksterne referencer
- Link til billedet (Nr. 5, 1948): Pds9.egloos Arkiveret 6. april 2023 hos  Wayback Machine.

- Nr. 5, 1948: Jackson Pollock.org.
- Nr. 5, 1948: TheHistoryofArt.org.